# Ljubka
Ljubka (russisch Любка) ist ein Fernsehfilm von Stanislaw Mitin aus dem Jahr 2009 nach dem gleichnamigen Roman von Dina Rubina (* 1953).

## Handlung
Auf einem russischen Bahnhof wird einer bemittelten Familie ein Koffer mit Klamotten gestohlen. Den Dieben hilft ein siebenjähriges Mädchen, das in kriminellen Stadtbezirken der Stadt großgezogen wurde und nach den Regeln der Straße erzogen wurde. Sie heißt Ljubka. Sie weiß nicht, was ein Elternhaus und verlässliche Familie ist. Danach erinnert sich die junge Räuberin oft an das gut angezogene Mädchen von der beraubten Familie und träumt davon, an ihre Stelle zu geraten, d. h. in Gemütlichkeit und ständiger Sorgfalt zu leben, beide Eltern zu haben sowie schöne Puppen und schmucke Kleider zu besitzen. Nach vielen Jahren, nämlich im Jahre 1952, bringt das Schicksal wieder die beiden Mädchen zusammen, die inzwischen schon erwachsen geworden sind. Irina, die junge Ärztin, fährt mit ihrer Familie zur zugeteilten Arbeitsstelle in eine entlegene Stadt im Ural. Bald stirbt ihre Mutter, Faina Semjonowna, und Irina stellt sich die Frage, wer auf ihre kleine Tochter Sonetschka aufpassen könnte, während sie im Krankenhaus Dienst hat. Sie braucht eine Tagesmutter, aber wo findet sie diese in einer Kleinstadt beim Hüttenwerk? Die freien Lohnarbeiter oder die ehemaligen Strafgefangenen können und dürfen es nicht sein. Und dann sucht sich Irina ein eigensinniges junges Mädchen, welches ihre Strafe soeben abgebüßt hat und anderen ehemaligen Strafgefangenen nicht ähnlich sieht...

## Festivale
2009: Kinofest „Sputnik nad Polską“, Polen: Teilnahme.